# 던전 마스터

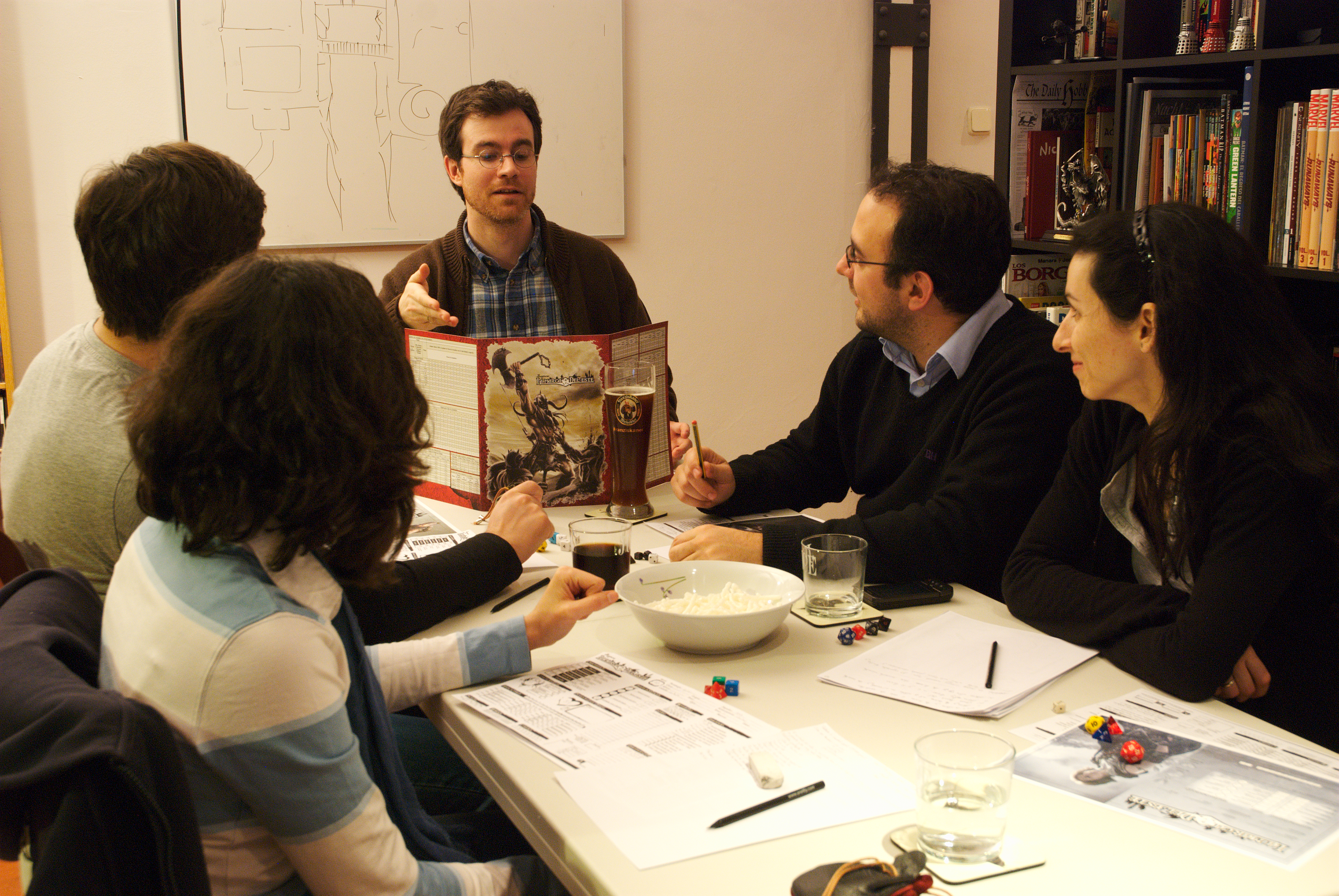
게임마스터의 화면을 사용하여 플레이어에게 시나리오를 설명하고 있는 던전 마스터

《던전 & 드래곤》(D&D) 롤플레잉 게임에서 던전 마스터(Dungeon Master, DM)는 게임을 조직하고 참여하는 사람으로, 주어진 모험의 세부 사항과 도전 과제를 만들어내는 동시에 사건의 현실적인 연속성을 유지하는 역할을 한다. 던전 마스터는 실질적으로 플레이어 캐릭터(PC)의 행동을 제외한 게임의 모든 측면을 통제하며, 플레이어들에게 그들의 캐릭터가 경험하는 바를 설명한다. 일반적인 《던전 앤 드래곤》 그룹은 한 명의 던전 마스터와 여러 명의 플레이어로 구성된다.
이 명칭은 택티컬 스터디즈 룰즈(TSR)가 《던전 앤 드래곤》 RPG를 위해 만들어낸 것으로, 1975년 게임 규칙의 두 번째 보충 자료(《블랙무어》)에서 처음 소개되었다.
《던전 앤 드래곤》 출판사의 상표권 침해를 피하고, 소드 앤 소서리 이외의 롤플레잉 장르에서 심판을 지칭하기 위해 다른 게임 회사들은 게임마스터(Game Master, GM), 게임 운영 감독(Game Operations Director, GOD의 역두문자어), 심판, 스토리텔러 등과 같은 더 일반적인 용어를 사용한다. 일부는 게임의 장르나 스타일과 관련된 더 특이한 직함을 사용하는데, 《크툴루의 부름》의 "신비한 지식의 수호자"나 《노빌리스》의 "할리호크 신"과 같은 것들이 있다.

## 역할
던전 마스터(DM)는 게임 마스터 또는 심판의 역할을 맡아 다른 플레이어들에게 게임의 가상 세계에서 그들이 인지하는 것과 그들의 행동이 미치는 영향을 설명한다. 이 역할을 맡은 사람은 각 게임 세션을 준비하는 책임이 있으며, 게임 규칙을 철저히 이해하고 있어야 한다. 1977년 《어드밴스드 던전 앤 드래곤》 시스템이 등장한 이래, 이러한 규칙들은 세 권의 양장본 책 《플레이어즈 핸드북》, 《던전 마스터즈 가이드》, 《몬스터 매뉴얼》에 수록되어 있다. 다른 많은 규칙서들도 존재하지만, 이들은 게임을 진행하는 데 필수적이지는 않다.
DM은 내러티브의 흐름, 게임이 진행되는 시나리오와 배경 창조, 진행 속도 유지, 역동적인 피드백 제공을 책임진다. 이야기꾼으로서 DM은 《D&D》 게임 세션의 사건들을 묘사하고 플레이어들의 결정에 따른 게임 상황과 결과에 대해 판정을 내리는 역할을 한다. DM은 플레이어 캐릭터들이 참여하는 모험의 줄거리와 배경을 직접 개발하거나 기존의 모듈을 사용할 수 있다. 이는 일반적으로 플레이어들이 따르는 일종의 결정 트리 형태로 설계되며, 맞춤형 버전의 경우 게임 플레이 시간 1시간당 몇 시간의 준비 시간이 필요할 수 있다.
DM은 규칙의 중재자 역할을 하며, 플레이어들에게 규칙을 가르치고 이를 시행한다. 규칙은 사건의 결과를 해결하기 위한 게임 메커니즘을 제공하며, 여기에는 플레이어의 캐릭터가 게임 세계와 상호작용하는 방식도 포함된다. 규칙이 균형 잡힌 게임 환경을 제공하기 위해 존재하지만, DM은 필요에 따라 규칙을 무시할 수 있는 자유가 있다. DM은 현재 캠페인에 맞게 규칙을 수정하거나, 제거하거나, 완전히 새로운 규칙을 만들 수 있다. 여기에는 규칙을 쉽게 적용할 수 없어 즉흥적으로 대처해야 하는 상황도 포함된다. 예를 들어, 플레이어 캐릭터들이 살아있는 조각상의 공격을 받는다고 가정해 보자. 적을 파괴하기 위해 한 플레이어 캐릭터가 조각상에 물을 뿌리고, 다른 캐릭터가 냉기 원뿔 브레스를 사용해 물을 얼린다. 이때 그는 DM에게 호소하며 물이 얼면서 팽창해 조각상을 산산조각 낸다고 말한다. DM은 이를 허용하거나 주사위를 굴려 결정할 수 있다. 위의 예에서 확률 주사위가 플레이어들에게 유리하게 나올 경우, 적은 산산조각 날 것이다. 반대로 규칙이 모든 상황에 맞지 않을 수 있고 의도하지 않은 결과를 초래할 수도 있다. DM은 결국 창의적인 자원 활용(예: 용에게 나무 화살을 쏜 다음 먼 거리에서 나무를 왜곡시키는 주문을 사용하는 것)과 악용(예: "말 폭격" - 적 위 수십 피트 상공에 임시 탈 것을 만드는 비전투 주문을 사용하는 것) 사이의 경계선을 그어야 한다.

## 작품 속에서
《신앙과 만신전》 던전 앤 드래곤 캠페인에서 페이룬의 최고신 아오는 상위 존재에게 복종하는데, 이는 "던전 마스터"를 암시하는 것으로 여겨진다.

## 더 읽어보기
- Moon, Kathryn (September 1989). “How to Be a DM”. 《GM》. 2권 1호. 54–57쪽.